# تازة كند الشمالي (مقاطعة تشالدران)
تازة كند الشمالي (بالفارسية: تازه کند) هي منطقة سكنية تقع في أذربيجان الغربية في إيران. يقدر عدد سكانها بـ 482 نسمة .